# Oscar Ramón
Oscar Ramón Borra (ur. 27 lipca 1971 w Pas de la Casa) – andorski żeglarz, olimpijczyk. Brał udział w igrzyskach w roku 1992 (Barcelona) i 1996 (Atlanta). Nie zdobył żadnych medali. Starszy brat Davida Ramóna, również żeglarza. 

## Letnie Igrzyska Olimpijskie 1992 w Barcelonie
| Konkurencja | Partner     | Wyścig | Wyścig | Wyścig | Wyścig | Wyścig | Wyścig | Wyścig | Wyścig | Wyścig | Wyścig | Wyścig | Punkty | Miejsce |
| Konkurencja | Partner     | 1      | 2      | 3      | 4      | 5      | 6      | 7      | 8      | 9      | 10     | 11     | Punkty | Miejsce |
| ----------- | ----------- | ------ | ------ | ------ | ------ | ------ | ------ | ------ | ------ | ------ | ------ | ------ | ------ | ------- |
| 470         | David Ramón | 23     | 31     | 24     | 35     | 23     | 17     | 12     | 26     | 11     | 28     | 19     | 249    | 27.     |

## Letnie Igrzyska Olimpijskie 1996 w Atlancie
| Konkurencja | Partner     | Wyścig | Wyścig | Wyścig | Wyścig | Wyścig | Wyścig | Wyścig | Punkty | Miejsce |
| Konkurencja | Partner     | 1      | 2      | 3      | 4      | 5      | 6      | 7      | Punkty | Miejsce |
| ----------- | ----------- | ------ | ------ | ------ | ------ | ------ | ------ | ------ | ------ | ------- |
| 470         | David Ramón | 21     | 35     | 37     | 33     | 3      | 31     | 41     | 201    | 27.     |